# حسيب نمر
حسيب نمر (من مواليد بلدة شيخان في لبنان) هو كاتب وشاعر لبناني.

## الحياة المبكّرة والتعليم
تلقى حسب نمر تعليمه الأولي على والده. انتقل بعدها مع أسرته إلى مدينة حمص في سوريا، ومنها إلى العاصمة دمشق حيث أنهى المرحلة الثانويّة. اعتمد على نفسه في دراسة برنامج البكالوريا اللبنانية والفرنسية، ثم التحق بالجامعة اليسوعية في العاصمة اللبنانيّة بيروت جامعًا بينها وبين دراسة الحقوق في دمشق، ودرس بعدها اللغة الروسية والإنجليزية.

## المسيرة المهنيّة
بدأ حسيب نمر مسيرتهُ المهنيّة في مجال المحاماة حينما عمل في مكتب إميل لحود، كما قام بتدريس اللغة الروسية في دار جمعية العلاقات الثقافية بين الاتحاد السوفييتي والبلدان الأجنبية.
عمل بالتعليم مدة من الزمن اهتمَّ خلالها بتدريس الآداب العربية واللغة الفرنسية في عدد من المعاهد في لبنان وسورية، منها: معهد الإخوة المريميين، وكلية الثلاثة أقمار في بيروت، وكلية حمص الأرثوذكسية.
ترأسَ حسيب نمر تحرير مجلة الحق، وترأس رابطة الحقوقيين اللبنانيين الديمقراطيين، وكان أمين سر منظمة الحقوقيين الديمقراطيين العالمية، والعضو الاستشاري في منظمة الأمم المتحدة.
تحول حسيب نمر في وقتٍ ما للشعر وخاصّة لشعر الثورة حيث زخرت أشعاره بمفردات التحرر والعدل والسلام والثورة. يتخذ من المناسبات الوطنية منطلقاتٍ لإعلان مبادئه، والتنديد بأعداء الوطن والأمة. أهدى إلى الشاعر محمد مهدي الجواهري إحدى مطولاته التي تكشف عن توجهاته. التزم الموزون المقفى في قصائده في عبارة محكمة ولغة رصينة.

## قائمة أعماله
هذه قائمةٌ بأبرز أعمال الكاتب والشاعر اللبناني حسيب نمر:
- «ثورة السلام» - مطبعة النجاح - بيروت 1953
- «القلوب الثائرة في سبيل السلام»، و«قصائد شعرية» (مجلد يضم ما يزيد على 200 قصيدة)
- «إلى طفلتي زينة»
- «أسس الكيان الطائفي اللبناني» - دار الكاتب
- «أيام في الفيتنام»
- «دور الحقوقيين في تطوير القانون»
- «الرأسمالية تتحطم» - دار سمر للطباعة

أعمال مترجمة
- «سيزار بافيز لجورج بيرويه» - دار المؤسسة العربية للدراسات والنشر
- «بوذا لهنري أرغون»
- «سرفانتيس لبيار غينون»
- «لا مالارميه لشارل مورون»
- «مديح الجنون لابراسموس»

مؤلفات المخطوطة
- «أسباب الثورة اللبنانية»
- «في ملف تاريخ لبنان»
- «رسالة في الماركسية اللينينية»